# Khumib
Der Khumib ist der nördlichste und kleinste der Trockenflüsse im Westen Namibias. Er hat seinen Ursprung nordöstlich von Orupembe und mündet nach nur 80 Kilometer bei Sarusas in den Atlantik.

## Hydrologie
Das Einzugsgebiet des Khumib umfasst nur 2308 km² und liegt in einer sehr abgelegenen und trockenen Region des nördlichen Kaokovelds. Die Niederschläge sind sehr sporadisch, die Niederschlagsmenge variiert von 0 bis maximal 25 mm/a. Trotzdem weist der Khumib von den kleineren westlichen Trockenflüssen den stärksten und regelmäßigsten Fluss auf. Davon zeugen auch größere Treibholzreste entlang des Flusslaufs. Im Unterlauf bei Sarusas finden sich einige Quellen und kleinere Feuchtgebiete.

## Vegetation und Fauna
Aufgrund der hohen Aridität des Einzugsgebiets beschränkt sich die Vegetation im Einzugsgebiet auf Mopane-Savanne, die 77 % der Einzugsgebietsfläche ausmacht. 23 % des Einzugsgebiets sind vegetationslos und fallen in die nördliche Namib. Auch die Galerievegetation ist im Vergleich zu der der anderen Reviere deutlich geringer. Es überwiegen Leadwood (Combretum imberbe) und Mopane (Colophospermum mopane), aber auch Salvadora und Euclea sind anzutreffen.
Die, wenn auch geringe, Vegetation und die Quellen im Unterlauf sind für nomadisierendes Wild in der Namib von essentieller Bedeutung.

## Nutzung und Besiedlung
93 % des Einzugsgebiets sind Kommunalland, 7 % entfallen auf den Skelettküsten-Nationalpark. Wegen der hohen Aridität beschränkt sich die landwirtschaftliche Nutzung auf Wanderweidewirtschaft im oberen Einzugsgebiet und entlang des Flusstals. Die Einwohnerzahl liegt unter 100, vor allem leben hier Himba.
Vereinzelt ist der Khumibunterlauf auch Ziel von Tagesausflügen von Luxus-Individualtouristen.